# Lausche

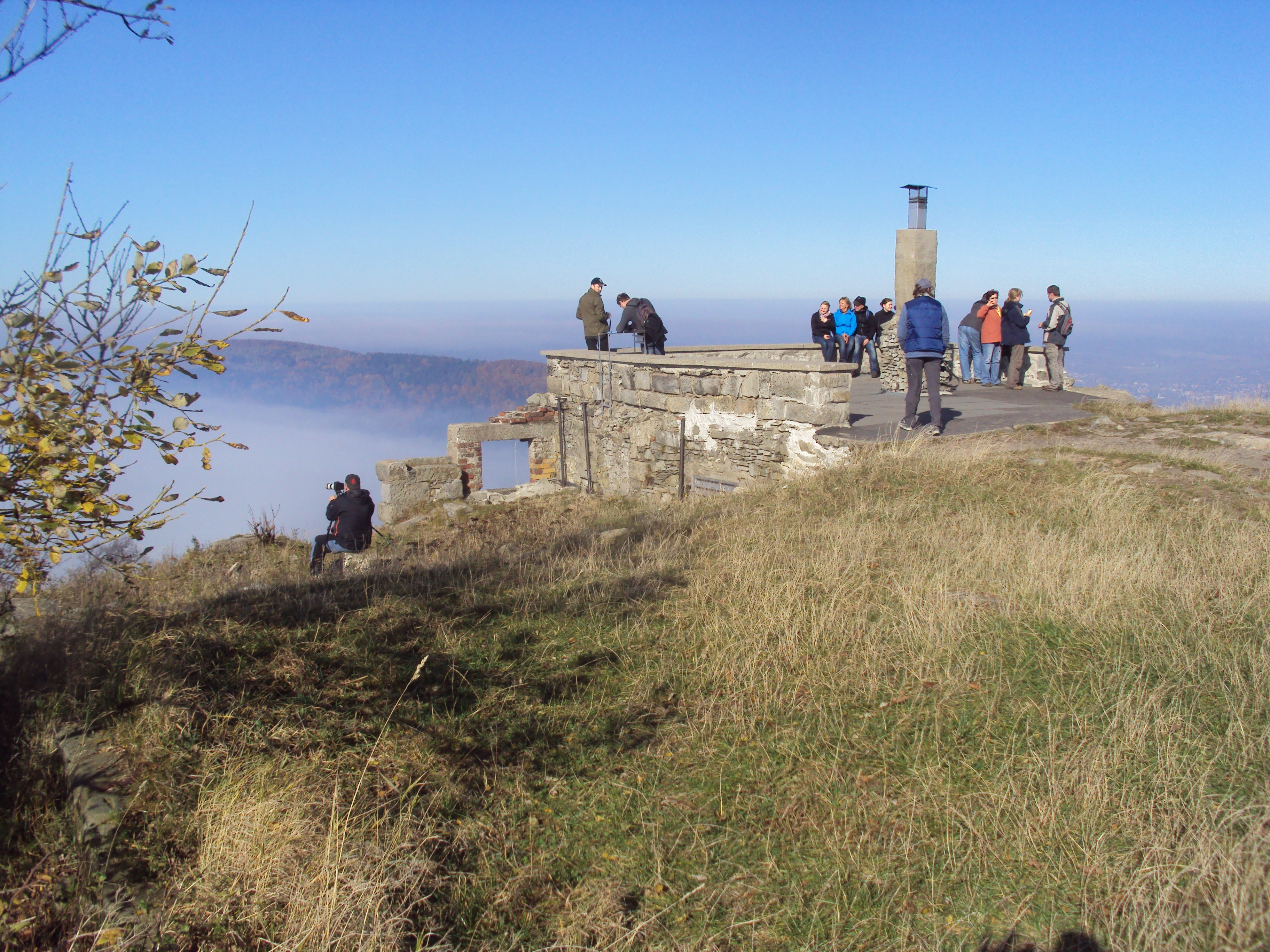
De top van de Lausche

De Lausche (Tsjechisch: Luž, Oppersorbisch: Łysa) is met 792,6 meter de hoogste berg van het Zittauer Gebergte, onderdeel van het Tsjechisch-Duitse Lausitzer Gebergte. De Lausche is een kegelberg en is tevens het hoogste punt in Duitsland ten oosten van de Elbe.

## Ligging
Noordelijk van de Lausche ligt het Saksische dorp Waltersdorf, terwijl ten zuiden ervan het Boheemse dorp Myslivny (gemeente Mařenice) ligt. De Tsjechisch-Duitse staatsgrens loopt direct over de bergrug. 700 meter ten oosten van de top bevindt zich de bergpas Wache/Stráž. Aan de noordelijke voet van de Lausche ligt de door de rivier de Kohlflössel doorsneden Eisgasse, met daarin de nederzetting Neue Sorge met de Sorgeteich. Westelijk van de Lausche ligt de berg Pěnkavčí vrch, ten noordwesten ligt de Vyhlídka/Weberberg.

## Naamsherkomst
Wegens het opvallende uiterlijk werd de Lausche in 1538 in het kerkregister van Waltersdorf nog Spitzer Stein (Spitse steen) of Spitzberg genoemd. In 1631 werd voor het eerst de huidige benaming Lausche gebruikt, die in de 19e eeuw de oude naam volledig vervangen had. Het woord Lausche is afgeleid van het oud-Tsjechische louče (scheiding of grens) of van het Duitse woord luschen (´verborgen liggen´). Tot in de 20e eeuw spraken de bewoners van Waltersdorf en Großschönau van Mittagsberg, waarbij ‘middag´ als synoniem voor zuid kan worden opgevat.

## Toerisme
Tijdens het wintersportseizoen komen veel skiërs af op de loipes en de pistes op de noordhellingen van de Lausche. De afwisselende geologie en biologie, maar vooral het uitzicht vanaf de berg trekt jaarlijks meer dan 10.000 wandelaars. Het uitzicht omvat het IJzergebergte, Reuzengebergte, Ještědský hřbet, Boheems Middelgebergte, Elbezandsteengebergte, alsook het Lausitzer Bergland.